# Chicoloapan
Chicoloapan är en kommun i Mexiko. Den ligger i delstaten Mexiko, i den sydöstra delen av landet, 24 km öster om huvudstaden Mexico City. Chicoloapan hade 175 053 invånare vid folkmätningen år 2010. Kommunen tillhör Mexico Citys storstadsområde och huvudort i kommunen är Chicoloapan de Juárez.